# Jesús Arellano Catalán
Jesús Arellano Catalán (Corella, Navarra, 24 de diciembre de 1921-Sevilla, 18 de enero de 2009) fue un filósofo español, catedrático y fundador de la Facultad de Filosofía de la Universidad de Sevilla. Fue además el primer Decano de la Facultad de Psicología de la misma universidad. Asimismo, fue miembro Numerario del Opus Dei, fundador (1947) y primer director del Colegio Mayor Guadaira de Sevilla.

## Biografía
Nacido en Navarra, obtuvo el Premio Extraordinario de Licenciatura en Filosofía y Letras, Sección Filosofía y fue profesor Ayudante en la Universidad de Madrid, en la cátedra de "Fundamentos de Filosofía e Historia de los Sistemas filosóficos". Con beca del Instituto de Filosofía "Luis Vives", del CSIC, realiza la tesis doctoral bajo la dirección del Catedrático Dr. Juan Zaragüeta, sobre "El concepto de participación en el problema platónico del ser". Durante ese mismo período hace un "Estudio, comentario y traducción del Parménides, de Platón". Obtiene en 1945 el doctorado en Filosofía por la Facultad de Filosofía y Letras por la Universidad de Madrid, con calificación de sobresaliente, y al año siguiente es nombrado catedrático de "Fundamentos de Filosofía e Historia de los sistemas filosóficos" en la Facultad de Filosofía y Letras de Sevilla (hasta 1985), y catedrático de Psicología de la Facultad de Medicina de la Universidad de Sevilla (hasta 1968). 
Antes de fundar la Facultad de Filosofía, creó una sección de literatura en la sede de la Escuela de Estudios Panamericanos, por la que pasaron poetas como Antonio Gala y de Aquilino Duque. Además de filosofía, también escribió poesía. Su obra poética se publicó en el año 1994 en una antología titulada Poemas del hombre y de la tierra, que reunía versos escritos a lo largo de toda su vida.
Desde 1946 hasta su jubilación impartió una rica y variada docencia en materias de licenciatura y doctorado, así como en seminarios, principalmente en las áreas de Ontología, Antropología filosófica e Historia de la filosofía. Organizó y participó en varios seminarios dirigidos por Hans-Georg Gadamer, sobre "La filosofía existencial alemana y la situación de la filosofía", por el Prof. Eduardo Nicol de la UNAM, "El pensamiento de Nicol y la situación de la filosofía actual" y dirigió una semana luso-española de Filosofía sobre "La situación actual de la filosofía", en la que intervinieron el prof. Oswaldo Market y profesores de filosofía de la Universidad de Lisboa.

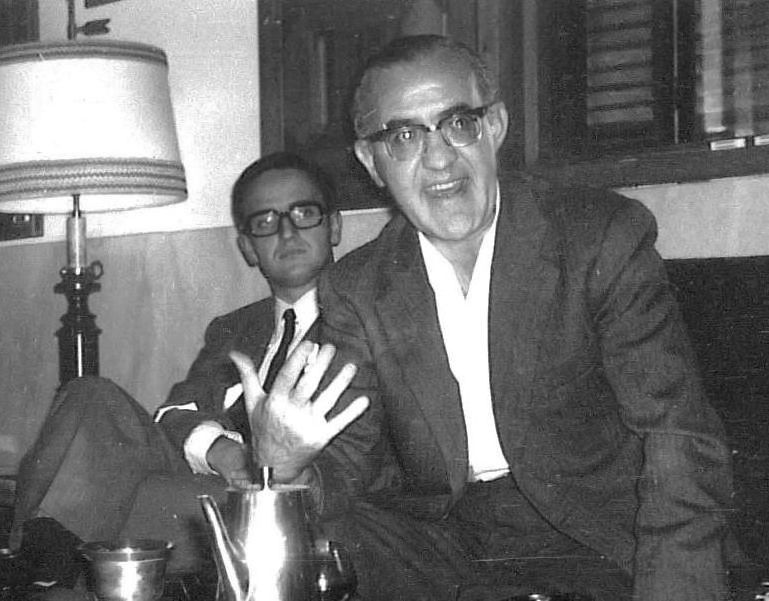
El profesor Arellano, durante una tertulia en el Colegio Mayor Guadaira, en 1970; habían pasado casi treinta años del curso en el que había comenzado la vida del Mayor, de quien Arellano fue el primer director.

Arellano enseñó a la manera platónica. Su método siguió varias etapas
: - su primera etapa podría llamarse "búsqueda y encuentro" (1946-1968), cuyo punto clave eran los trascendentales (siguiendo en cierto modo la línea de Kant y Hegel);
- la segunda etapa (1968-1975) es de "madurez y consolidación";
- una tercera etapa (1975-1987) podría llamarse "de florecimiento" con la creación de la Facultad de Filosofía en su etapa de Decano, y traza las líneas fundamentales de su pensamiento;
- etapa de profesor emérito (1987-2006) de "reposo y plenitud", muy creadora y fructífera.
Además de dirigir numerosos trabajos de investigación y tesis doctorales, desarrolló las siguientes líneas de investigación:
- "La historia de la filosofía como autoconciencia libre" (1950-1957).
- "Dialógica de la Libertad" e "Historia de la Filosofía de la Libertad" (1960ss.)
- "Factores humanos y sociales del Plan de Desarrollo Económico y Social" (1962-1968).
- "La filosofía, ciencia trascendental" y "Los trascendentales: aspectos de lo ente y actitudes del existente" (1966-67).
- "Existencia, mundo-vital y existente. El primer momento del proceso trascendental" (1968).
- "Metodología y técnica del trabajo filosófico". (1968-69).
- "Los modelos ontológicos y los sistemas filosóficos" y "Orden, estructura y proceso trascendental" (1970-1987).
- "El estatuto epistémico de la Antropología filosófica" y "Las relaciones entre las disciplinas filosóficas" (1975).
- "El proceso histórico del pensamiento filosófico y científico" (1981).

Jesús Arellano se jubiló a los 65 años por imperativo legal, pero siguió impartiendo clases como catedrático emérito, desde 1988 en el Departamento de Filosofía, Lógica y Filosofía de la ciencia y Estética y Teoría de las Artes y, desde 1995, en el Departamento de Metafísica y Corrientes Actuales de la Filosofía de la Facultad de Filosofía de la Universidad de Sevilla. Desde 1989 fue miembro del grupo de investigación del Plan Andaluz de Investigación "Ontología, racionalidad y práxis", dirigido por el Catedrático José Villalobos.
Sus discípulos le recuerdan como un profesor abierto y libre, que ha formado a personas de todas las religiones y de todos los partidos políticos.

### Obras de Jesús Arellano
Libros

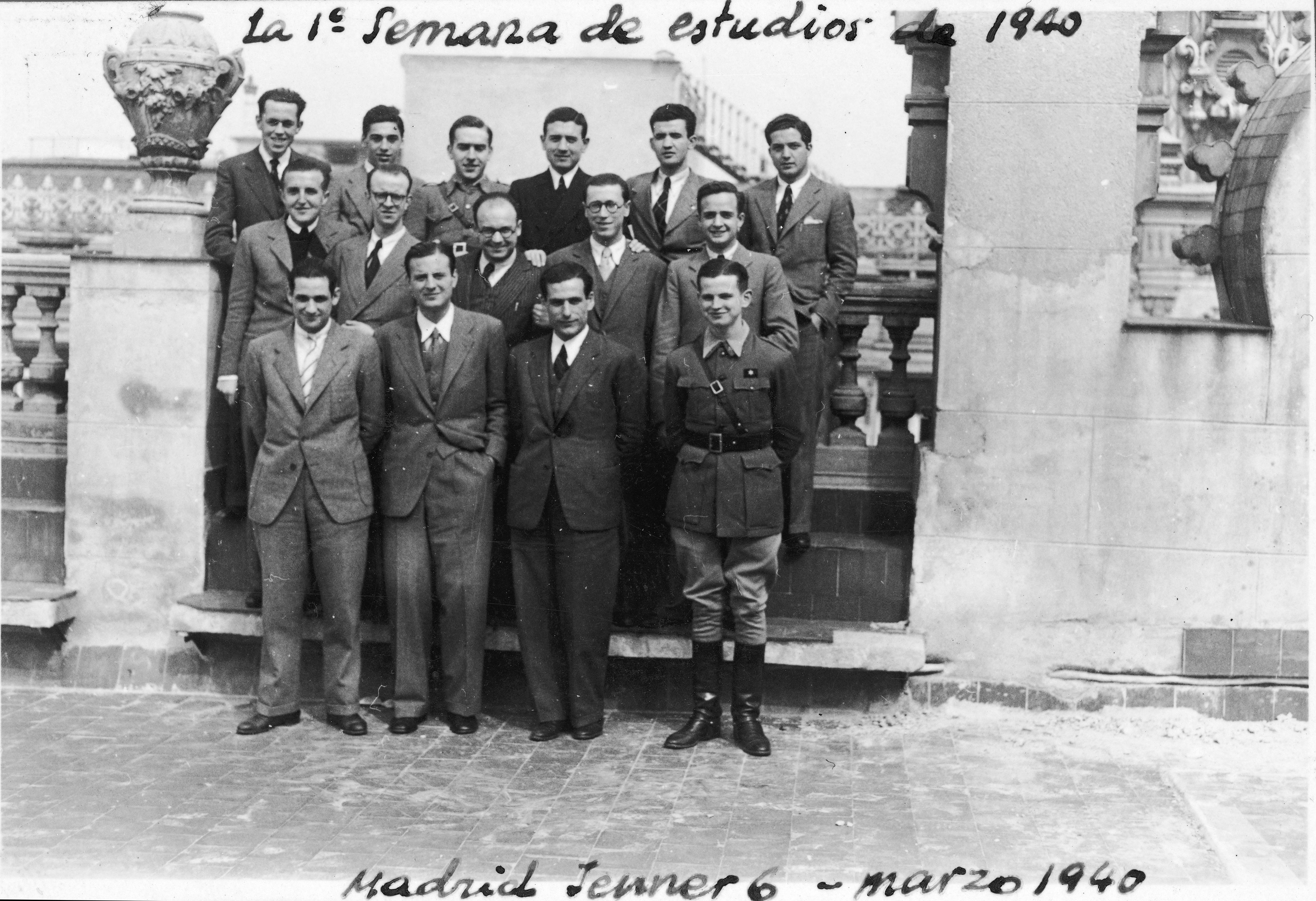
Jesús Arellano en la I Semana de estudios - Residencia Jenner (6 de marzo de 1940). Es el cuarto por la izquierda, de la fila superior

- Discurso sobre el ahorro, Sevilla, Imprenta provincial, 1953
- La acción de los cristianos y el futuro del proletariado, en Colección O crece o Muere, Madrid, Ateneo, 1955. ISBN  978-84-321-0502-9
- Berlín, encrucijada de problemas humanos, Madrid, Rialp, 1964  ISBN  978-84-321-0562-3
- Seis cuestiones sobre el hombre nuevo. Sevilla, Departamento de Filosofía Fundamental, 1969.
- La filosofía, ciencia trascendental. Sevilla, Dpto. de Filosofía Fundamental, 1970.
- La existencia cosificada. Pamplona, EUNSA, 1981.ISBN  978-84-313-0726-4
- Empresa y Libertad (1989), Cuadernos Empresa y Humanismo, n. 16, pp. 3-18.
- Persona y sociedad (1991), Cuadernos de Anuario Filosófico, Serie Universitaria, vol. VI, pp. 1-57.
- Poemas del hombre y de la tierra, 1955-1985, Ediciones Altair, 1994  ISBN  978-84-89108-00-4
- Los Reyes Magos son verdad, Ediciones Altair, 2011 ISBN  978-84-939357-6-4

Capítulos de Libro
- "El espíritu de abandono", en Estudios sobre "Camino". Madrid, Rialp, 1988.
- "Las condiciones del pensamiento radical", en Razón y Libertad. Madrid, Rialp, 1990.
- "El sentido de la estructura trascendental del hombre", en José Villalobos (editor), Radicalidad y episteme. Sevilla, ORP, 1991

Artículos
- "La situación del mundo hispanoamericano", en Ateneo, Madrid, 1954.
- "La idea del orden trascendental", en «Documentación crítica. Iberoamericana de Filosofía y Ciencias Aﬁnes» (Sevilla), I/ 1 (1964), pp. 29-83.
- "El carácter histórico universal de la guerra de España (1936-1939)", en Razón española, Madrid, 1989.
- "El acontecimiento absoluto del 'encontrarse existiendo'", en AA. de las XXV Reuniones Filosóficas Internacionales. Pamplona, 1991.